# Vertraute Gesellschaft

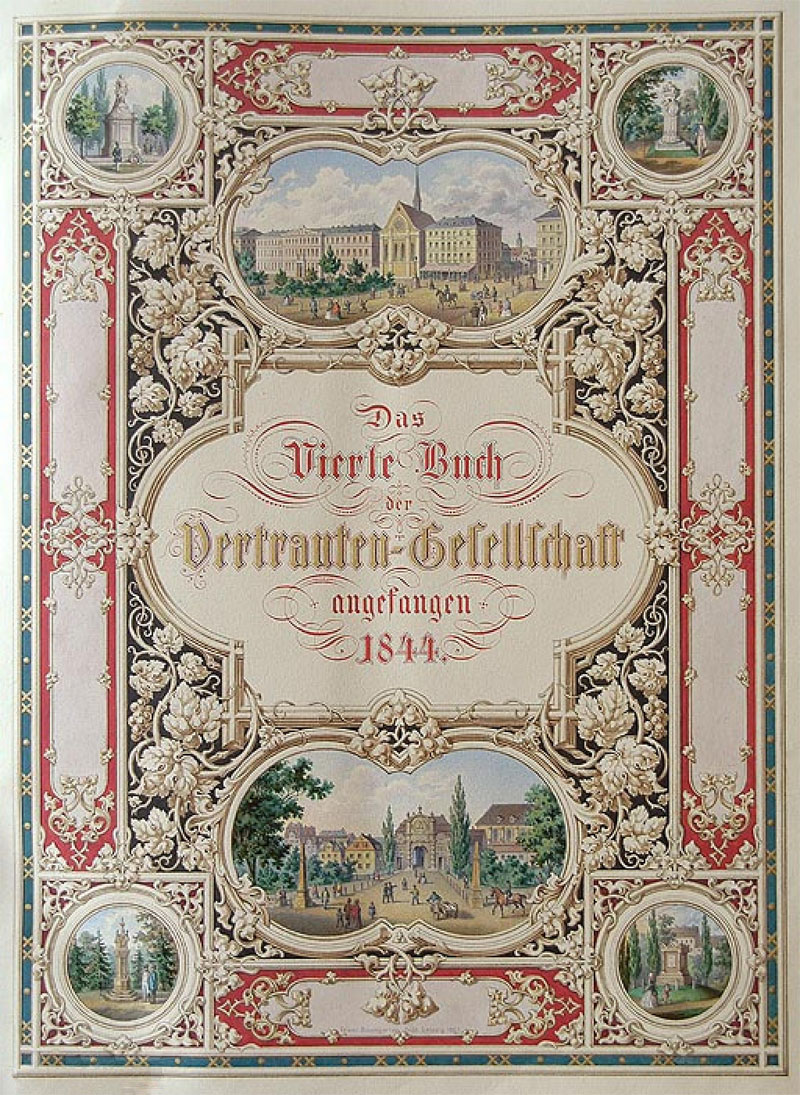
Deckblatt eines Vereinsbuches der Gesellschaft

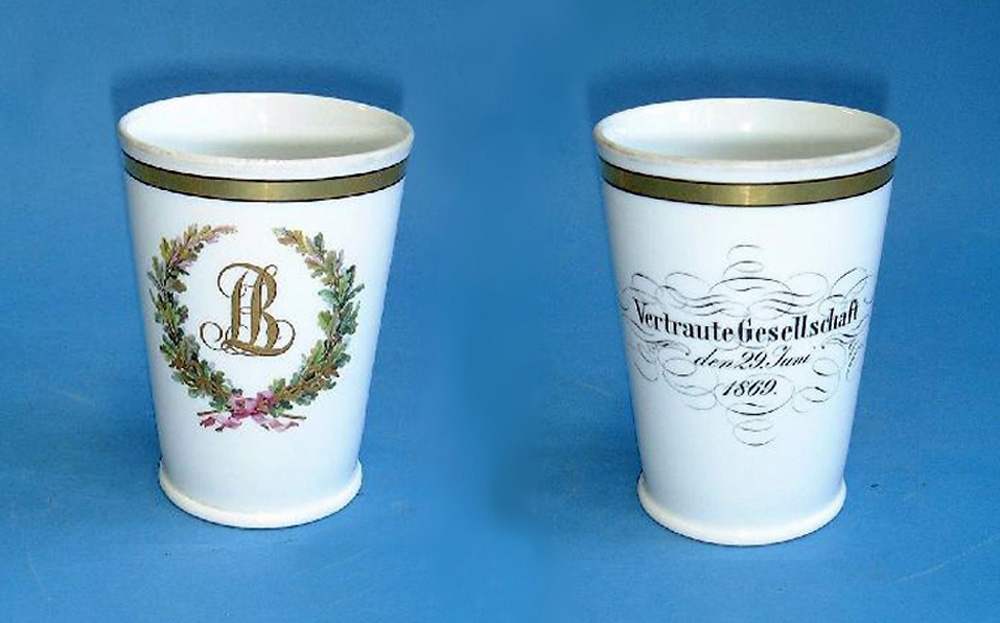
Becher des Vereins

Die Vertraute Gesellschaft e. V. (oft auch nur Die Vertrauten) ist der Name einer Vereinigung Leipziger Kaufleute mit karitativen Zielen. Sie ist seit 1680 ununterbrochen karitativ tätig.

## Geschichte
Im Pestjahr 1680 fanden sich in Leipzig einige Handelsleute zur Nachbarschaftshilfe zusammen. Sie blieben auch nach Abklingen der Epidemie als ein Kreis von Freunden beieinander und setzten ihre Hilfswerke fort. Da sie ihre Aktionen in der Stille betrieben und die Öffentlichkeit von ihrem karitativen Wirken wenig erfuhr, nannten sie sich selbst die Vertrauten. Gründungsmitglieder der bald organisierten Vereinigung waren Hieronymus Jacob von Ryssel (1649–1715), und Johann Georg Rösner (1652–1715).
Man gab sich Satzungen, die als Ziel unter anderem die Armenfürsorge durch Unterstützung von Institutionen und Einzelpersonen vorsahen. Zum Beispiel wurden 1701 für den Neubau des Armen- und Waisenhauses (Georgenhaus) 200 Taler gespendet. Ab dem Winter 1800 wurden kostenlose Holzzuteilungen an Arme finanziert. Schließlich eröffnete die Gesellschaft 1834 die erste Kinderbewahranstalt Leipzigs.
Es wurde geregelt, dass die Mitgliederzahl bei 16 oder 17 blieb. Beim Tod eines Mitglieds wurde sein Nachfolger aus den Reihen der Brüder, Söhne, Enkel, Geschäftsteilhaber und Freunden gewählt. Aus ihrer Mitte wählten sie einen Senior der Vertrauten, der die sorgfältig geführte Buchhaltung ihres Wirkens zu verwahren hatte, was über Jahrhunderte geschah.
Die Vertrauten kamen immer aus der wirtschaftlich führenden Kaufmannsschicht. Es waren in vielen Fällen Männer, die das kommunalpolitische und kulturelle Leben Leipzigs, zum Teil unter Einsatz persönlicher Mittel, aktiv mitgestalteten. Sie wirkten unter anderem als Kunstsammler, Stifter und Mäzene. Auch zur Gewandhausstiftung bestanden enge Beziehungen.
Wegen der Streichung aus dem Vereinsregister verlegte die Vertraute Gesellschaft ihren Sitz 1948 auf das Gebiet der späteren Bundesrepublik und half von dort aus mit Paketen und Spenden bedürftigen Leipzigern. Ab 1990 unterstützte sie unter anderem Altersheime und die kirchliche Arbeitsloseninitiative. Im Oktober 1996 wurde die Vertraute Gesellschaft wieder in das Leipziger Vereinsregister eingetragen.
Das Vereinsarchiv der Vertrauten, das nach dem Zweiten Weltkrieg in die damalige Bundesrepublik gerettet wurde und als Dauerleihgabe seit 1981 in der Herzog August Bibliothek in Wolfenbüttel lagerte, wurde im März 2007 an das Stadtgeschichtliche Museum Leipzig übergeben.

## Bekannte Mitglieder
- Alfred Gustav Benedictus Ackermann-Teubner
- Wilhelm Ambrosius Barth
- Caspar Bose
- Georg Bose
- Heinrich Brockhaus
- Siegfried Leberecht Crusius
- Johann Heinrich am Ende
- Albert Dufour-Féronce
- Christian Gottlob Frege
- Reinhard Goerdeler
- Edgar Herfurth
- Anton Hiersemann
- Friedrich Jay
- Johann Ernst Kregel von Sternbach
- Carl Lampe
- Albert de Liagre
- Jacob Bernhard Limburger
- Paul Bernhard Limburger
- Eberhard Heinrich Löhr
- Johann Christoph Richter
- Johann Zacharias Richter
- Adolf Heinrich Schletter
- Wilhelm Schomburgk
- Wilhelm Theodor Seyfferth
- Carl Christoph Traugott Tauchnitz
- Christian Bernhard Tauchnitz
- Georg Thieme
- Adolph Christian Wendler
- Gottfried Winckler